# Yūka Kobayashi (Radsportlerin)

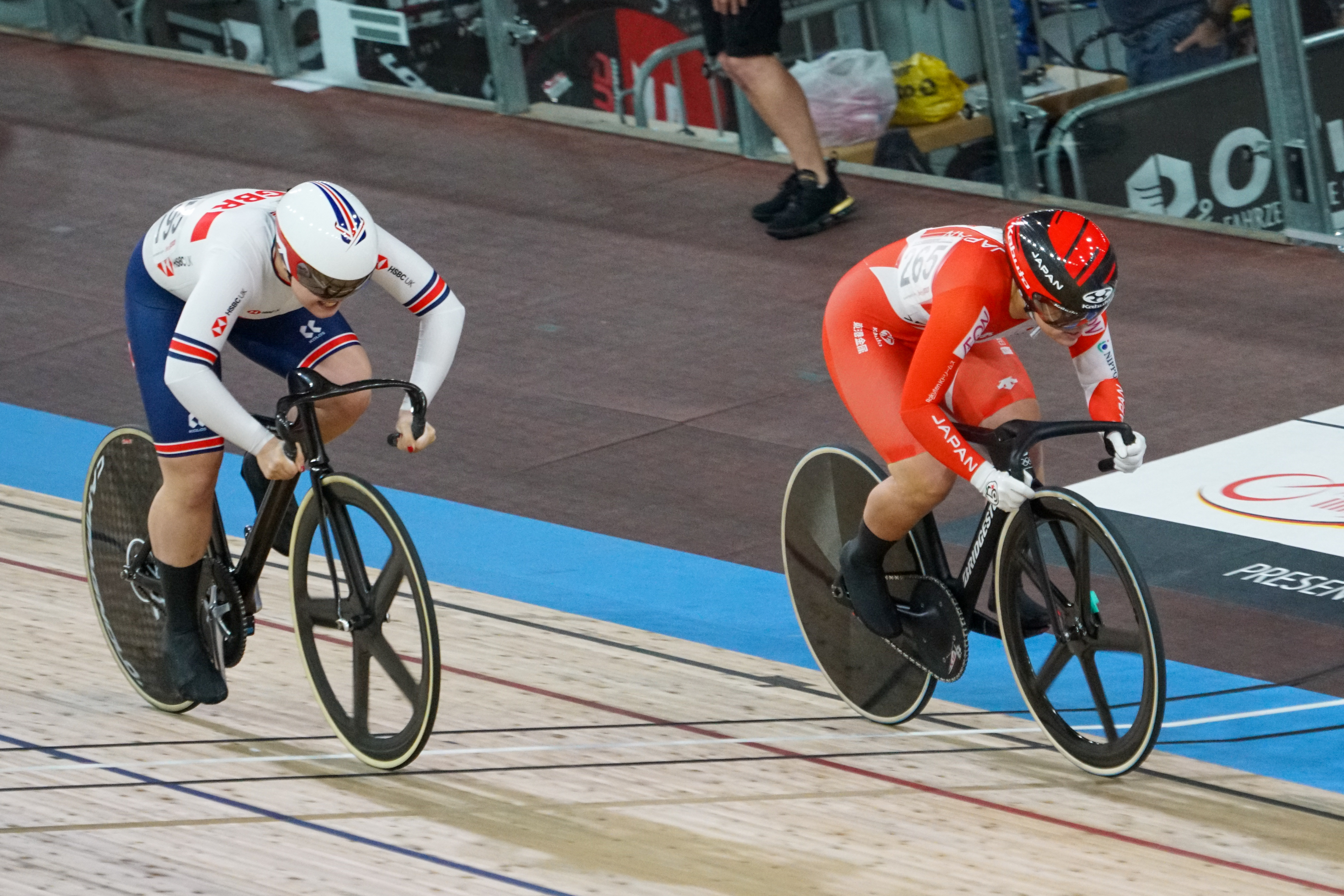
Kobayashi (r.) bei der Bahn-WM 2020 in Berlin im Sprint-Duell gegen die Britin Sophie Capewell

Yūka Kobayashi (japanisch 小林優香 ‚Kobayashi Yūka‘; * 18. Januar 1994 in Tosu, Präfektur Saga) ist eine ehemalige japanische Bahnradsportlerin, die auf die Kurzzeitdisziplinen spezialisiert ist.

## Sportliche Laufbahn
Yūka Kobayashi begann mit dem Radsport als Fahrerin in der Keirin-Serie in Japan. 2014 wurde sie mit Takako Ishii japanische Meisterin im Teamsprint. Im Keirin gewann sie 2015 bei 25 Rennen 24-mal und verdiente insgesamt (umgerechnet) rund 138.000 Euro. 2017 wurde sie japanische Meisterin im Keirin (außerhalb der Keirinserie).
Beim Lauf des Bahnrad-Weltcups 2018 in Berlin belegte Kobayashi im Keirin Rang drei. Im Jahr darauf wurde sie Asienmeisterin im Keirin sowie nationale Meisterin im Sprint und Keirin. Bei den Asienmeisterschaften 2020 errang sie Silber im Keirin und Bronze im Sprint. Beim Lauf des Nations’ Cup 2021 in Hongkong gewann sie den Keirin-Wettbewerb.
Im August 2021 startete Yūka Kobayashi bei den Olympischen Spielen in Tokio: Im Keirin belegte sie den gemeinsamen 16. Platz und im Sprint Platz 14. Bei den  Asienmeisterschaften 2022 wurde sie Zweite im Sprint. Anschließend beendete sie ihre Radsportlaufbahn.

## Erfolge
2014
- Japanische Meisterin – Teamsprint (mit Takako Ishii)

2017
- Japanische Meisterin – Keirin

2019
- Asienmeisterin – Keirin
- Japanische Meisterin – Sprint, Keirin

2019/20
- Asienmeisterschaft – Keirin
- Asienmeisterschaft – Sprint

2021
- Nations’ Cup in Hongkong – Keirin
- Japanische Meisterin – Keirin, Teamsprint (mit Fuko Umekawa und Uta Kume)

2022
- Asienmeisterschaft – Sprint